# آي درايف
(بالإنجليزية: iDrive )‏ أي درايف هو نظام اتصالات وترفيه داخل السيارة مصنوع من قبل بي إم دبليو BMW ، ويستخدم للتحكم في معظم أنظمة المركبات الثانوية في سيارات بي إم دبليو ذات الطراز الأخير، تم إطلاقه في عام 2001 ، والذي ظهر لأول مرة في سلسلة إيه 65 السابعة، يوحد النظام مجموعة من الوظائف تحت بنية تحكم واحدة تتكون من لوحة إل سي دي LCD مثبتة في لوحة العدادات ومقبض تحكم مركب على وحدة التحكم الوسطي.

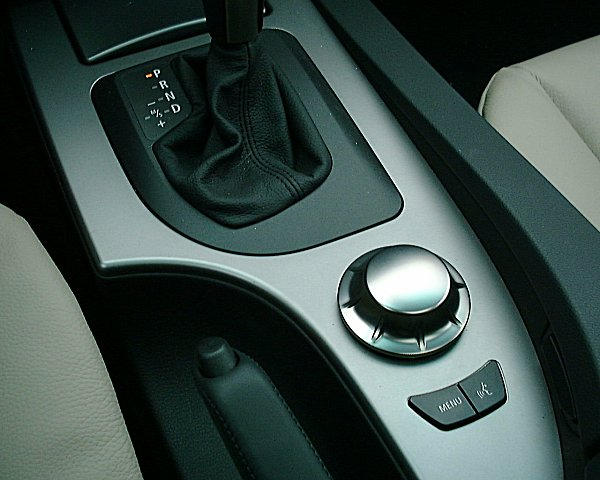
منصة تحكم - آي درايف

قدم أي درايف أول حافلات Buses ببيانات ألياف بصرية متعددة Byteflight ذات معدل بت مرتفع جدًا في سيارة الإنتاج، يتم استخدامها لتطبيقات عالية السرعة مثل التحكم في التلفزيون أو أقراص دي في دي DVD أو أنظمة مساعدة السائق مثل التحكم في السرعة التكيفي أو الرؤية الليلية بالأشعة تحت الحمراء أو شاشة العرض العلوية.
يسمح أي درايف للسائق والراكب في المقعد الأمامي (وفي بعض الموديلات ، ركاب المقعد الخلفي) بالتحكم في المناخ (مكيف الهواء والسخان) ، ونظام الصوت (راديو ومشغل أقراص مضغوطة) ، ونظام الملاحة ، ونظام الاتصالات.
يستخدم أي درايف أيضًا في طرازات رولز رويس Rolls-Royce ، حيث إن شركة رولز رويس مملوكة لشركة بي إم دبليو. تمتلك بي إم دبليو أيضًا العلامة التجارية ميني Mini ، وتتوفر نسخة مصغرة من أي درايف على تلك السيارات التي تحمل العلامة التجارية .
الجيل السابع لأي دريف يسمى نظام التشغيل بي ام دبليو 7